# Thomas Butler (athlétisme)
Pour les articles homonymes, voir Thomas Butler et Butler.
Thomas Butler (8 décembre 1871 - 20 août 1928) est un tireur à la corde britannique. Il a participé aux Jeux olympiques de 1908 avec l'équipe britannique de tir à la corde Liverpool Police et remporta une médaille d'argent.